# Федатто, Аролдо
Аролдо Федатто (порт.-браз. Aroldo Fedatto; 16 октября 1924, Понта-Гроса — 9 сентября 2013, Куритиба), более известный под именем Федато (порт.-браз. Fedato) — бразильский футболист, центральный защитник.

## Карьера
Федато родился в городе Понта-Гроса. Отец Жуан Федатто назвал его Гаролдо, в честь актера Гарольда Ллойда, но при регистрации ошиблись и написали его имя Аролдо. Когда ему было всего несколько месяцев его семья переехала в Куритибу, где его отец-скульптор получил работу в Marmoraria Vardânega. Они поселились на улице Руа-Сет-да-Абрил в районе Алту-да-XV. Там он начал играть в футбол и даже организовал несколько юношеских футбольных турниров, а также команды «Атлетику Атланта», названную в честь одноимённого клуба из Буэнос-Айреса, и «Италия». Помимо этого, он помогал своим родителям, продавая груши, а также он делал апельсиновое вино, которое употребляла его семья, а также танцевал самбу в школьных спектаклях. Он учился в Колледже Мариста, где его мать стирала одежду, чтобы обеспечить оплату образование сына. Одним из учителей Федато там была Алда Вилланова Артигас, мать «Вилановы Артигаса», крупного бразильского архитектора.
В 1939 году Алтаир Кавалли, сотрудник местного клуба «Коритиба» заметил игру Федато и пригласил на просмотр. Он начал играть за молодёжный состав клуба, а через год выступать за вторую команду. Первоначально Федато хотел играть центрального нападающего, но из-за своего высокого роста его перевели в защиту. Причиной стал Лаэрсио Кампели, друг Федато, который поругался с главным тренером молодёжного состава Артури и покинул клуб. Так как другого центрального защитника не было, в центр обороны перевели самого высокого полевого игрока - Федато. В 1942 году его на шесть месяцев отправили в местный клуб «Блоку Моргенау», где он провёл свой первый матч в профессиональном футболе 14 марта 1943 года против клуба «Комерсиал» (4:3). С 1944 года он начал играть за основной состав «Куритибы», где заменил в составе Ханса Брейера, ушедшего из команды. В 1946 году футболист выиграл свой первый титул чемпиона штата. Федато перед матчем всегда мочил футболку, чтобы чувствовать, будто с начала игры он уже истекает потом. В 1951 году он получил приз Белфорта Дуарте, который вручается самым дисциплинированным игрокам, а у защитника было 80 матчей без предупреждений и удалений. В 1957 году после победы со счётом 2:1 над «Гуарани», Федато объявил об уходе из футбола. Болельщики команды собрали 495 подписей, чтобы его вернуть, и Аролдо был вынужден возвратиться уже через два месяца . После победы в том же году в чемпионате, ставшую для защитника седьмой, он окончательно завершил игровую карьеру. Последним матчем стал финал чемпионата 5 января 1958 года, где его клуб победил «Операрио Ферровиарио» со счётом 4:1. За всю карьеру Федато забил 2 гола, первый 7 августа 1949 года в ворота «Атлетико Паранаэнсе», в матче, где его команда проиграла 1:5, а второй 3 июня 1951 года против «Агуа Верде», где также «Куритиба» проиграла 2:3.
Федато играл и за другие команды, но несмотря на приглашения «Коринтианса», «Флуминенсе» и «Ромы», профессиональной он играл только за «Куритибу», а в других клубах выступал только в товарищеских матчах и выставочных встречах. Так 23 января 1947 года он сыграл неофициальный матч за «Ферровиарио» против «Флуминенсе». В 1948 году защитник сыграл серию коммерческих встреч за «Ботафого» в Боливии. Перед началом поездки главный тренер клуба Зезе Морейра таким образом рассчитывал усилить оборону команды, которая только что выиграла титул чемпиона штата Рио-де-Жанейро, а администратор команды Жуан Салданья был полностью согласен с тренером. Там футболист сыграл три матча. На той же поездке он получил от местной прессы своё прозвище — «Белый штемпель», как называли игроков обороны, которые буквально «прилипали» к атакующим футболистам соперника. В том же году Федато получил телеграмму от руководства сборной Бразилии, в которой ему сообщалось о желании попробовать его в национальной команде в матчах Кубка Рио-Бранко. Но этому помешала одна товарищеская игра, в ней «Куритиба» проиграла со счётом 2:7 клубу «Васко да Гама», а сам Аролдо, по собственному признанию, провёл худшую игру в карьере. На этом мачте присутствовал Висенте Феола, являвшийся техническим помощником сборной, который посоветовал не брать защитника в состав. за сборную штата Парана Федато играл почти всю свою карьеру: с 1944 по 1956 год.
После завершения игровой карьеры, Федато стал членом Ассоциации ветеранов спорта штата Парана, также он недолго исполнял обязанности главного тренера «Куритибы», после отъезда «Феликса Маньо» в 1958 году. Он два года работал в администрации «Куритибы», занимаясь проблемами социального сектора клуба, трудился бухгалтером клуба, чем он занимался еще будучи действующим игроком, и владел сетью магазинов спортивных товаров. Федато умер в возрасте 88 лет из-за пневмонии. Прощание с игроком состоялось на стадионе «Куритибы» «Коуту Перейра», а похоронен он был на муниципальном кладбище Куритибы. У него было трое детей и шесть внуков.

## Достижения

### Командные
- Чемпион штата Парана: 1946, 1947, 1951, 1952, 1954, 1956, 1957

### Личные
- Обладатель премии Белфорта Дуарте: 1951[12]